# Cantellius pseudopallidum
Cantellius pseudopallidum is een zeepokkensoort uit de familie van de Pyrgomatidae. De wetenschappelijke naam van de soort is voor het eerst geldig gepubliceerd in 1948 door Kolosvary.